# Europese kampioenschappen baanwielrennen 2010
De Europese kampioenschappen baanwielrennen 2010 waren de eerste editie van de Europese kampioenschappen baanwielrennen georganiseerd door de UCI. Ze werden van 5 t/m 7 november 2010 gehouden op de wielerbaan BGŻ Arena in het Poolse Pruszków.
Het waren de eerste editie van de Europese kampioenschappen. Hiervoor werden weliswaar al EK georganiseerd, maar het was de eerst maal dat de verschillende onderdelen werden gegroepeerd in 1 toernooi. 

## Medaillewinnaars

### Mannen
| Onderdeel            | Goud                                                                    | Zilver                                                             | Brons                                                             |
| -------------------- | ----------------------------------------------------------------------- | ------------------------------------------------------------------ | ----------------------------------------------------------------- |
| Sprint               | Denis Dmitrjev                                                          | Kévin Sireau                                                       | Jason Kenny                                                       |
| Teamsprint           | Duitsland Stefan Nimke Robert Förstemann Maximilian Levy                | Frankrijk Kévin Sireau Michaël D'Almeida François Pervis           | Verenigd Koninkrijk Matthew Crampton Chris Hoy Jason Kenny        |
| Keirin               | Denis Dmitrjev                                                          | Matthew Crampton                                                   | Adam Ptacnik                                                      |
| Omnium               | Roger Kluge                                                             | Tim Veldt                                                          | Rafał Ratajczyk                                                   |
| Ploegenachtervolging | Verenigd Koninkrijk Jason Queally Steven Burke Ed Clancy Andrew Tennant | Rusland Aleksej Markov Ivan Kovalev Evgeny Kovalev Aleksandr Serov | Nederland Tim Veldt Levi Heimans Arno van der Zwet Sipke Zijlstra |
| Koppelkoers          | Tsjechië Martin Bláha Jiří Hochmann                                     | België Kenny De Ketele Tim Mertens                                 | Oekraïne Mykhaylo Radionov Sergej Lagkoeti                        |

### Vrouwen
| Onderdeel            | Goud                                                              | Zilver                                                        | Brons                                                 |
| -------------------- | ----------------------------------------------------------------- | ------------------------------------------------------------- | ----------------------------------------------------- |
| Sprint               | Sandie Clair                                                      | Kristina Vogel                                                | Simona Krupeckaitė                                    |
| Teamsprint           | Frankrijk Sandie Clair Clara Sanchez                              | Verenigd Koninkrijk Victoria Pendleton Jessica Varnish        | Duitsland Miriam Welte Kristina Vogel                 |
| Keirin               | Olga Panarina                                                     | Simona Krupeckaitė                                            | Lyubov Shulika                                        |
| Omnium               | Leire Olaberria                                                   | Tatsiana Sharakova                                            | Malgorzata Wojtyra                                    |
| Ploegenachtervolging | Verenigd Koninkrijk Katie Colclough Wendy Houvenaghel Laura Trott | Litouwen Vaida Pikauskaitė Vilija Sereikaitė Aušrine Trebaitė | Duitsland Lisa Brennauer Verena Jooß Madeleine Sandig |

## Medaillespiegel
| Plaats | Land                | Goud | Zilver | Brons | Totaal |
| 1      | Verenigd Koninkrijk | 3    | 2      | 2     | 7      |
| 2      | Frankrijk           | 2    | 2      | 0     | 4      |
| 3      | Duitsland           | 2    | 1      | 2     | 5      |
| 4      | Wit-Rusland         | 1    | 1      | 0     | 2      |
| 4      | Rusland             | 1    | 1      | 0     | 2      |
| 6      | Tsjechië            | 1    | 0      | 1     | 2      |
| 7      | Spanje              | 1    | 0      | 0     | 1      |
| 8      | Litouwen            | 0    | 2      | 1     | 3      |
| 9      | Nederland           | 0    | 1      | 1     | 2      |
| 10     | België              | 0    | 1      | 0     | 1      |
| 11     | Polen               | 0    | 0      | 2     | 2      |
| 11     | Oekraïne            | 0    | 0      | 2     | 2      |
| Totaal | Totaal              | 11   | 11     | 11    | 33     |

Edities

2010 ·
2011 ·
2012 · 
2013 · 
2014 · 
2015 · 
2016 · 
2017 · 
2018 · 
2019 · 
2020 ·
2021 ·
2022 ·
2023 ·
2024 ·
2025 ·
2026

Onderdelen

Achtervolging (individueel) · 
afvalkoers · 
keirin · 
koppelkoers · 
omnium · 
ploegenachtervolging · 
puntenkoers · 
scratch · 
sprint · 
teamsprint ·  
tijdrijden

Voormalig:
derny ·
stayeren ·
tandem